# 滋賀県道44号木之本長浜線

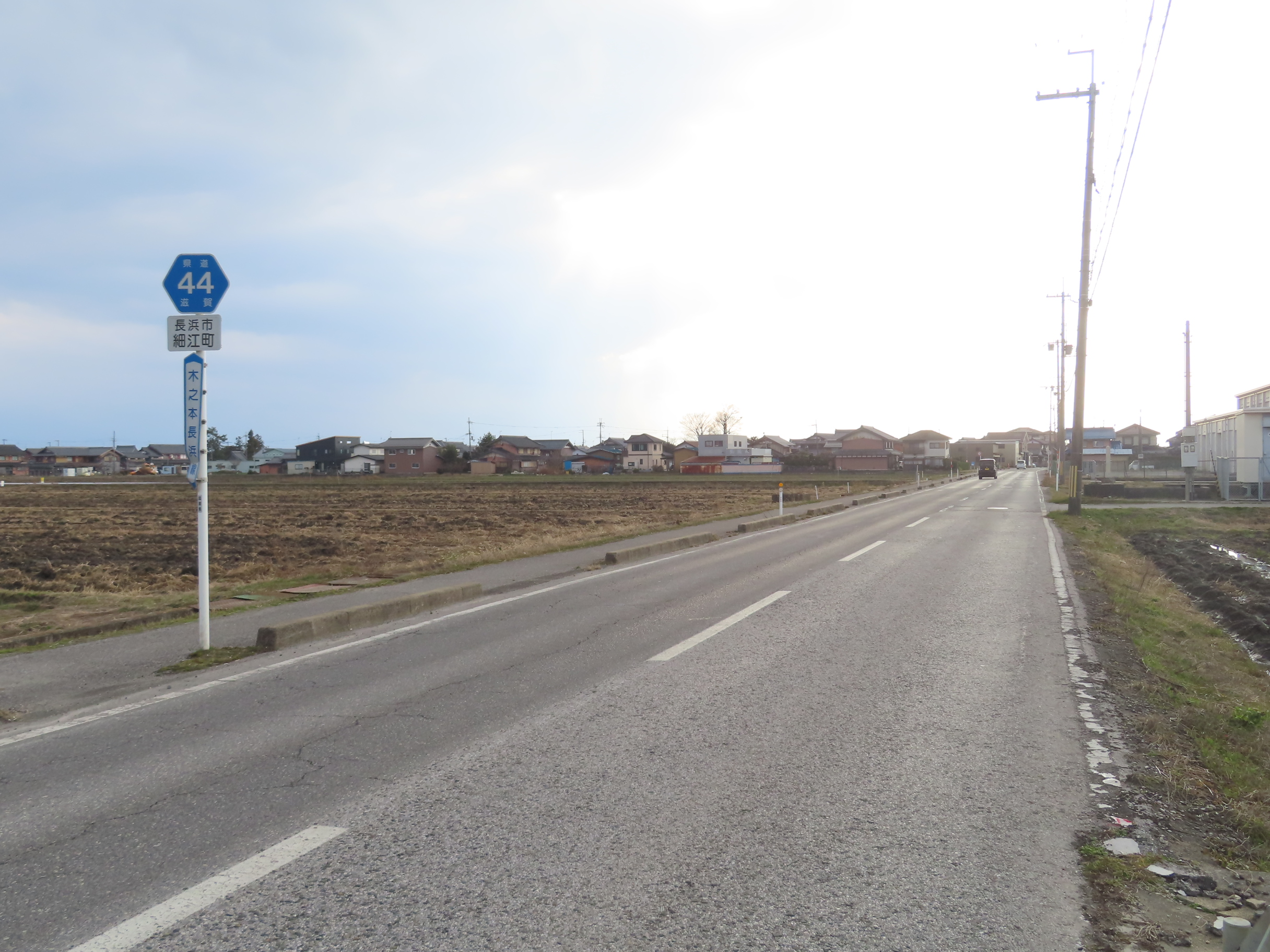
長浜市細江町（2024年2月）

滋賀県道44号木之本長浜線（しがけんどう44ごう きのもとながはません）は、滋賀県長浜市を通る県道（主要地方道）である。

## 概要
長浜市木之本町の大音交差点を起点に長浜市公園町北交差点に至る。
湖北地方の重要な幹線道路であるが、さざなみ街道が全面開通して、車の流れも分散した。

### 路線データ
- 起点：長浜市木之本町大音（大音交差点、国道8号交点）
- 終点：長浜市公園町（滋賀県道2号大津能登川長浜線交点）

## 歴史
- 1993年（平成5年）5月11日 - 建設省から、県道片山木之本線・県道尾上速水線の一部・県道片山海老江小倉線の一部・県道南浜山本高月線の一部・県道南浜曽根線・県道森長浜停車場線が木之本長浜線として主要地方道に指定される[1]。

## 重複区間
- 滋賀県道259号西阿閉東物部線（高月町東柳野 - 高月町西柳野）
- 滋賀県道252号南浜山本高月線（長浜市安養寺町・安養寺交差点 - 長浜市川道町）
- 国道8号（長浜市曽根町・びわ町曽根口交差点 - 長浜市森町・森町交差点）

## 地理

### 通過する自治体
- 長浜市

### 交差する道路
- 国道8号・滋賀県道514号飯浦大音線（長浜市木之本町大音・大音交差点、起点）
- 滋賀県道261号磯野木之本線（長浜市高月町磯野）
- 滋賀県道259号西阿閉東物部線（長浜市高月町東柳野）
- 滋賀県道259号西阿閉東物部線（長浜市高月町西柳野）
- 滋賀県道258号速水片山線（長浜市湖北町石川）
- 滋賀県道331号湖北長浜線 湖周道路（＝さざなみ街道）（長浜市湖北町尾上）
- 滋賀県道258号速水片山線（長浜市湖北町津里）
- 滋賀県道545号延勝寺速水線（長浜市湖北町延勝寺）
- 滋賀県道252号南浜山本高月線・滋賀県道501号安養寺虎姫線（長浜市安養寺町・安養寺交差点）
- 滋賀県道255号早崎湖北線（長浜市富田町）
- 滋賀県道252号南浜山本高月線（長浜市川道町）
- 滋賀県道254号川道唐国線（長浜市川道町）
- 国道8号（長浜市曽根町 - 長浜市森町）
- 滋賀県道251号祇園八幡中山線（長浜市祇園町）
- 滋賀県道2号大津能登川長浜線（長浜市公園町、終点）

### 沿線にある施設など
- 余呉川河川公園
- ヤンマーエンジン本部精密機器ファクトリー
- 売比多神社
- 円行寺
- 尾上温泉
- 長浜市立一麦保育園
- 長浜市立びわ北小学校
- びわ保育園
- 唯行寺
- びわ郵便局
- 明文舎印刷商事BF工場
- KBセーレン長浜工場
- 豊公園
- 長浜城址
- 長浜市立長浜城歴史博物館